# Пепельный улит
Пепельный улит, или сибирский пепельный улит (лат. Tringa brevipes) — вид птиц из семейства бекасовых.

## Описание
Размером меньше голубя, длина тела достигает от 24 до 27 см, размах крыльев 50—65 см, масса — 85—115 г. Клюв прямой. Весь верх у птицы пепельно-серый, а низ белый, на груди и боках есть волнистый поперечный рисунок (отсутствует зимой). Похож на Американского пепельного улита. 

## Ареал
Гнездится в горах у верхней границы леса, по берегам и островам быстрых рек с каменистым дном, при перелёте — на морских побережьях. Обитает на плато Путорана, в горах Северо-Восточной Сибири, Чукотки, Камчатки, Аляски, и, возможно, Прибайкалья.
Перелетная птица, зимует в Юго-Восточной Азии, Австралии, а также очень редко залетает в западную часть Северной Америки и в Западную Европу.

## Питание
Питается преимущественно насекомыми, добывает пищу на мелководье во время отлива и в песке (ракообразных и моллюсков, морских червей).

## Размножение
Делает гнёзда на земле среди камней или использует старые гнёзда дроздов. Яйцекладка в июне — июле. Яйца голубые с черными крапинками. Инкубационный период составляет примерно 23 дня. Обе птицы участвуют в насиживании. Птенцы становятся самостоятельными примерно через 20 дней.

## Природоохранный статус
В 2007 году вид занесён в список находящихся под угрозой исчезновения позвоночных в австралийском штате Виктория.